# Hải Cảng, Tần Hoàng Đảo
Hải Cảng (chữ Hán giản thể: 海港区) là một quận thuộc địa cấp thị Tần Hoàng Đảo, tỉnh Hà Bắc, Cộng hòa Nhân dân Trung Hoa. Quận này có diện tích 121 km², dân số năm 2001 là 500.000 người. Về mặt hành chính, quận Hải Cảng được chia thành 7 nhai đạo, 5 trấn.
- Nhai đạo: Văn hóa Lộ, Hải Tân Lộ, Kiến Thiết Đại Đạo, Tây Cảng Lộ, Hà Đông, Hữu Nghị Lộ, Yên Sơn Đại Đạo.
- Trấn: Đông Cảng, Bắc Cảng, Tây Cảng, Hải Cảng, Hải Dương.